# Комо
Ко́мо (итал. Como [ˈkɔːmo], ломб. Com [ˈkɔm:] или [ˈkʊm], лат. Novum Comum, Novocomum, др.-греч. Κῶμον) — город в итальянском регионе Ломбардия, административный центр одноимённой провинции. Расположен в живописной местности у юго-западной оконечности озера Комо, в обрамлении предгорий Альп.
Покровителем города почитается святой Авундий из Комо, празднование 31 августа.

## История
Древний город Comum, вероятно галльского происхождения, вошёл в состав Римской республики в 193 г. до н. э., а на нынешнее место был перенесён по указанию Юлия Цезаря. Его значение неуклонно росло с каждым веком, так что к 379 году н. э. здесь уже был свой епископ.
С XI века горожане взяли управление Комо в свои руки. Фридрих Барбаросса нашёл в Комо верного союзника против Милана, жители которого в отместку разорили эти земли в 1127 году. Примирившись с миланцами в 1183 году, Комо перешёл под управление тамошних правителей (Висконти и Сфорца) в 1335 году. Основу местного хозяйства составляло производство шёлка и шерсти. В 1470-е годы Комо стал одним из первых в Италии центров книгопечатания.

## Достопримечательности
Центром современного города является площадь Кавур, самым значительным зданием — беломраморный собор Санта-Мария-Ассунта, заложенный в 1399 году и оконченный три с половиной века спустя барочным архитектором Юварра. Его стиль можно определить как органичный сплав готики с ренессансом. Рядом с собором — Бролетто, прекрасное по архитектуре здание бывшей ратуши (1215, фасад 1435). От городских укреплений сохранилась суровая башня Порта-Витториа (1192).
Древнейшее сооружение города — церковь Сан-Карпофоро (IV век, впоследствии перестраивалась) — стоит на месте римского храма Меркурия. Романская церковь Сант-Аббондио была освящена Урбаном II в 1095 г. и до сооружения нынешнего собора служила главным храмом города. Один из чистейших образцов ломбардского стиля — базилика Сан-Феделе XII века — воплощает в себе те архитектурные особенности, которые бродячие каменщики (maestri comacini) разнесли в Средние века по всей Европе, от Каталонии до Саксонии.
Из более современных зданий выделяются Народный дом (1932, арх. Джузеппе Терраньи, непревзойдённый шедевр итальянского рационализма); памятник жителям города, погибшим в Первой мировой войне (того же архитектора); вилла Ольмо (1797), некогда принадлежавшая князьям Одескальки и помнящая Наполеона и Меттерниха.
Город окружен горами, на одну из них — Брунате, названную в честь расположенного здесь городка, можно подняться на фуникулёре и полюбоваться со смотровой площадки великолепным видом.
В городе найдены остатки стен древнеримских бань, крупнейшего комплекса за пределами Рима.
С 8 марта 2020 года город был закрыт для выезда и посещений в связи со вспышкой вируса COVID-19.
С 15 мая 2022 года город полностью открыт для въезда и посещений.

## Демография
Динамика населения:

## Города-побратимы
- Елгава, Латвия (2016)[3]
- Наблус, Государство Палестина
- Нетания, Израиль (31 октября 2004)[4]
- Токамати, Япония
- Фульда, Германия

## Фотогалерея

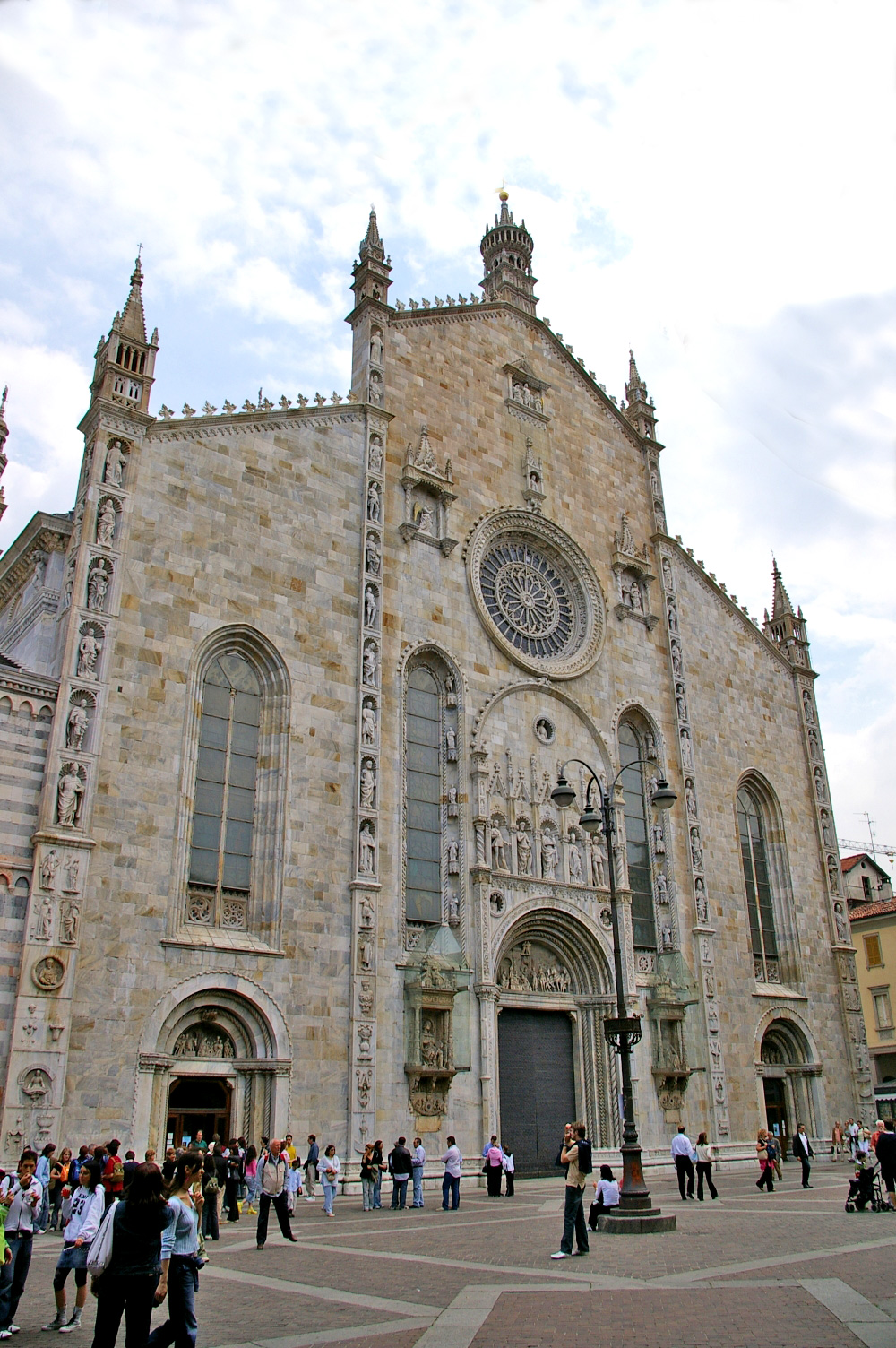
Собор
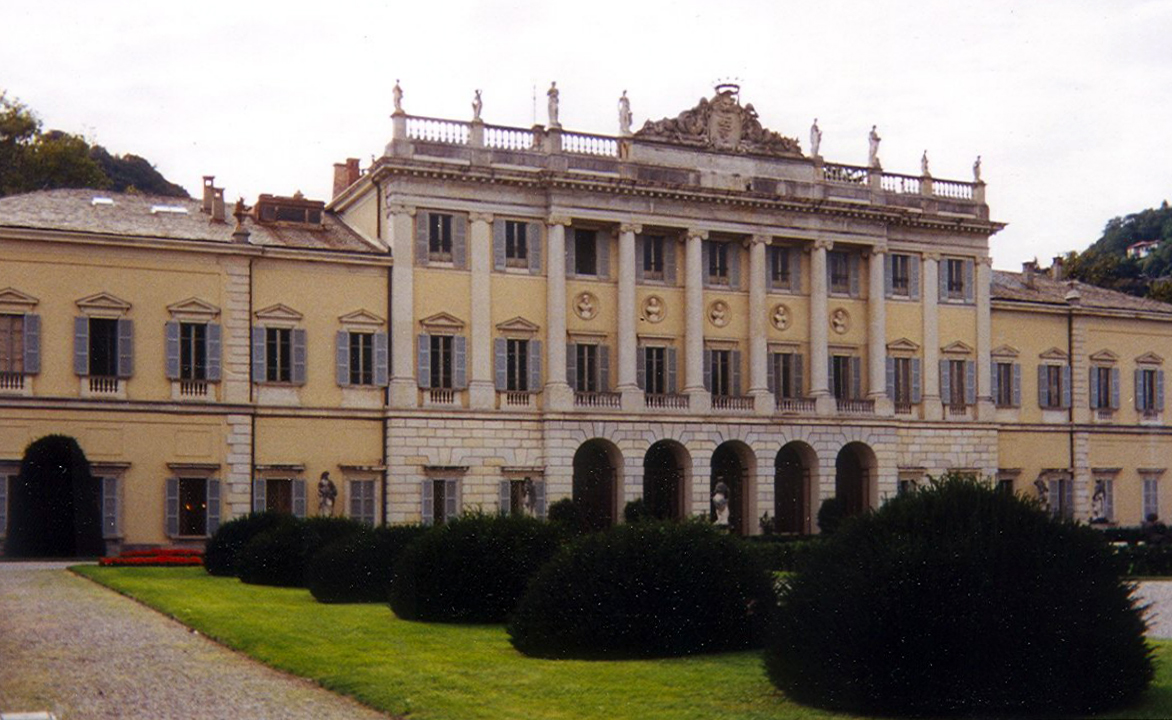
Вилла Ольмо
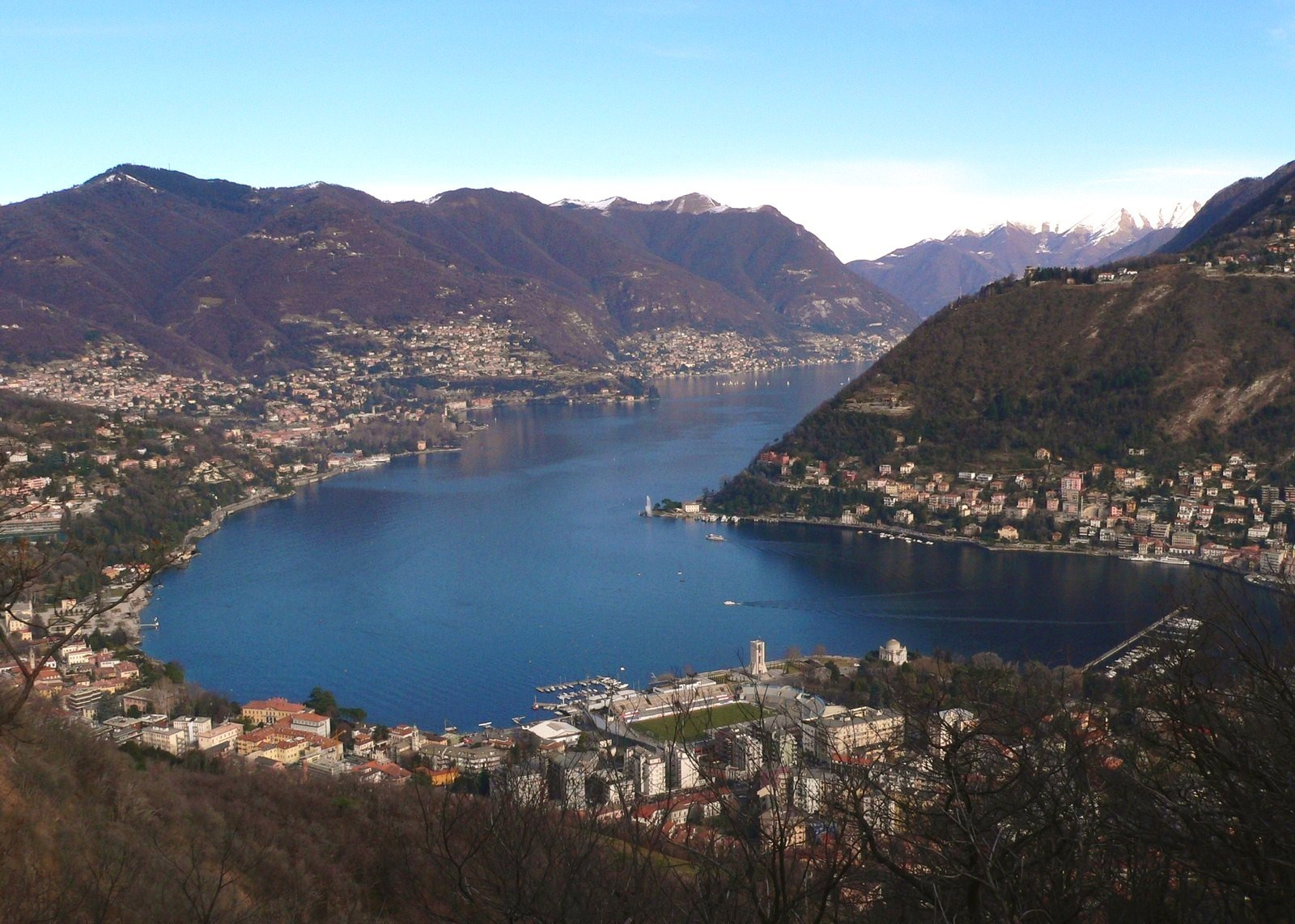
Вид на город и озеро Комо с горы Монте Кроче